# کلاودن
کلاودن (به لهستانی:  Klaudyn) یک روستا در لهستان است که در گمینا ستاره بابیتسه واقع شده‌است.
 کلاودن  ۱٬۵۶۵ نفر جمعیت دارد.